# Tephritis subpura
Tephritis subpura är en tvåvingeart som först beskrevs av Johnson 1909.  Tephritis subpura ingår i släktet Tephritis och familjen borrflugor. Inga underarter finns listade i Catalogue of Life.